# Energía química

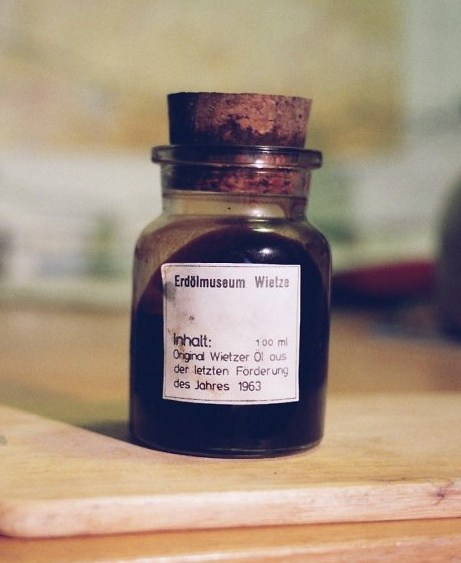
La energía química del petróleo es la base de la gasolina, el diésel y otros productos derivados del petróleo y se utiliza ampliamente en nuestra civilización.

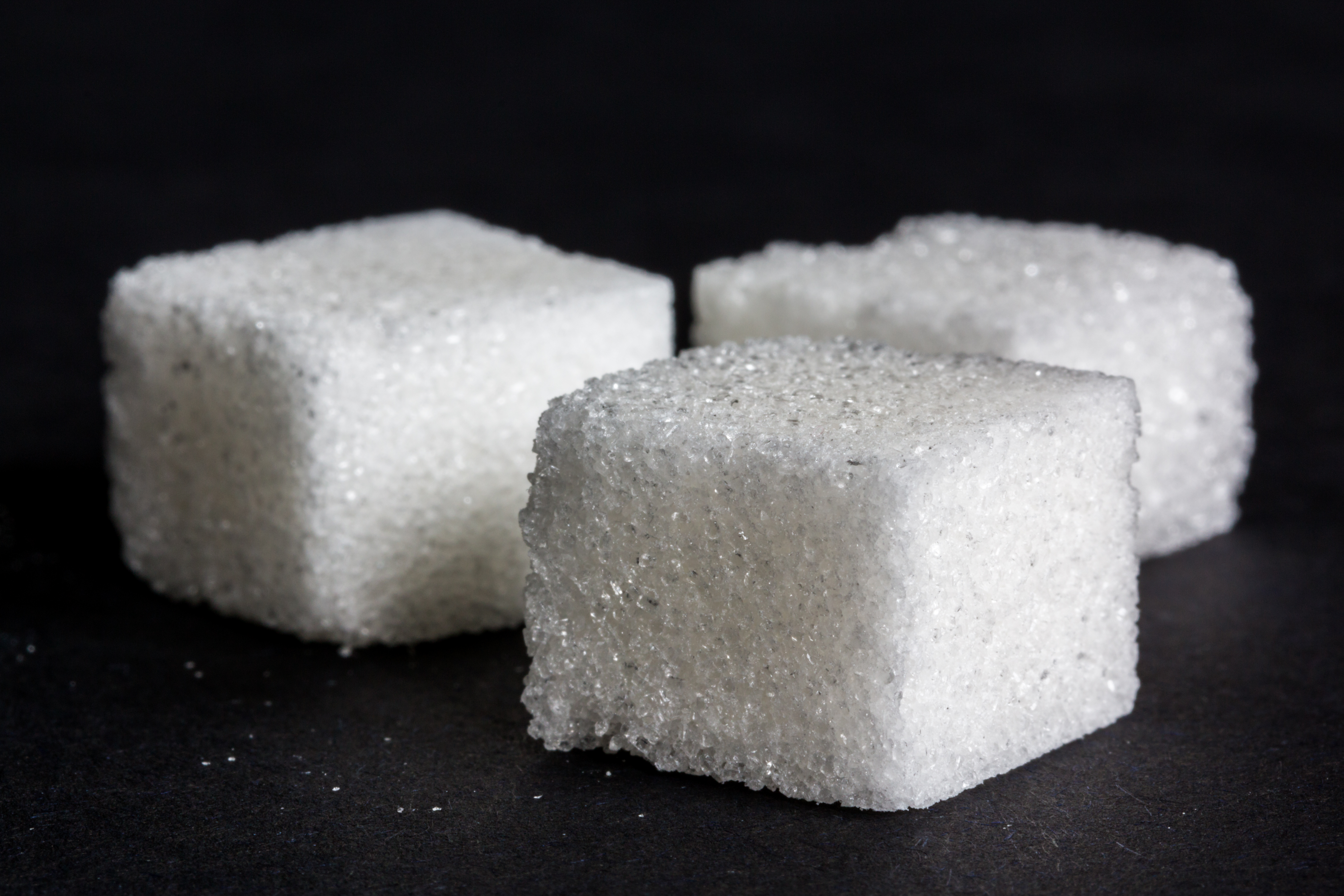
Azúcar en terrones: energía química en forma de sacarosa, un azúcar múltiple.

La energía química es la forma de energía que se almacena en forma de compuesto químico en un portador de energía y puede liberarse durante las reacciones químicas. El término se remonta a Wilhelm Ostwald, quien lo escribió en 1893 en su libro de texto "Chemische Energie" (usa los términos "Energía química e interna") junto con otras formas de energía ("Energía mecánica", "Calor", "Energía eléctrica y magnética" y "Energía Radiante"). 
El término energía química describe macroscópicamente la energía que está asociada con las fuerzas eléctricas en átomos y moléculas y que tiene un efecto en las reacciones químicas. Se puede dividir en la energía cinética de los electrones y la energía potencial de la interacción electromagnética de los electrones y los núcleos atómicos. Es una energía interna, como la energía térmica y la energía nuclear.

## Uso del término energía química
En química, no se utiliza el término "energía química". Solo se define claramente especificando las condiciones ambientales; luego, hay un nombre establecido diferente para cada una.
La energía química a menudo se refiere a la energía que se libera al quemar una sustancia (a presión constante), es decir, la entalpía de combustión. El teorema de Hess permite el cálculo de las energías en el caso de conversiones materiales a partir de las entalpías de formación definidas con precisión de los compuestos involucrados. Términos similares son valor calorífico neto y valor calorífico bruto, cada uno de los cuales tiene como objetivo la cantidad máxima de calor que se puede utilizar durante la combustión.
La energía química no debe confundirse con la energía del enlace químico, que describe la fuerza de un determinado enlace químico, es decir, indica cuánta energía se debe suministrar a la molécula para romper el enlace.
En otras ciencias naturales, ingeniería, etc., el término energía química se usa ampliamente en su forma parcialmente borrosa. Aunque algunos educadores de física critican el uso del término (“El término es útil cuando se trata de una orientación aproximada, pero resulta obstinado cuando se intenta usarlo estrictamente. En la jerga física es útil, en el cálculo físico es superfluo, un estorbo para la comprensión física.”) se utiliza en prácticamente todas las publicaciones didácticas y libros escolares.
La energía que se puede liberar o absorber debido a una reacción entre un conjunto de sustancias químicas es igual a la diferencia entre el contenido de energía de los productos y los reactivos, si las temperaturas iniciales y finales son las mismas. Este cambio en la energía se puede estimar a partir de las energías de enlace de los diversos enlaces químicos en los reactivos y productos. También se puede calcular a partir de  {\displaystyle \Delta {U_{f}^{\circ }}_{\mathrm {reactivos} }}, la energía interna de formación de las moléculas reactantes, y  {\displaystyle \Delta {U_{f}^{\circ }}_{\mathrm {productos} }} la energía interna de formación de las moléculas del producto. El cambio de energía interna de un proceso químico es igual al calor intercambiado si se mide en condiciones de volumen constante y temperatura inicial y final, iguales, como en un contenedor cerrado como un calorímetro. Sin embargo, bajo condiciones de presión constante, como en las reacciones en recipientes abiertos a la atmósfera, el cambio de calor medido no siempre es igual al cambio de energía interna, porque el trabajo de presión-volumen también libera o absorbe energía.  (El cambio de calor a presión constante se denomina cambio de entalpía: en este caso, la entalpía de reacción, si las temperaturas iniciales y finales son iguales).  

## Uso de energía química en sistemas técnicos

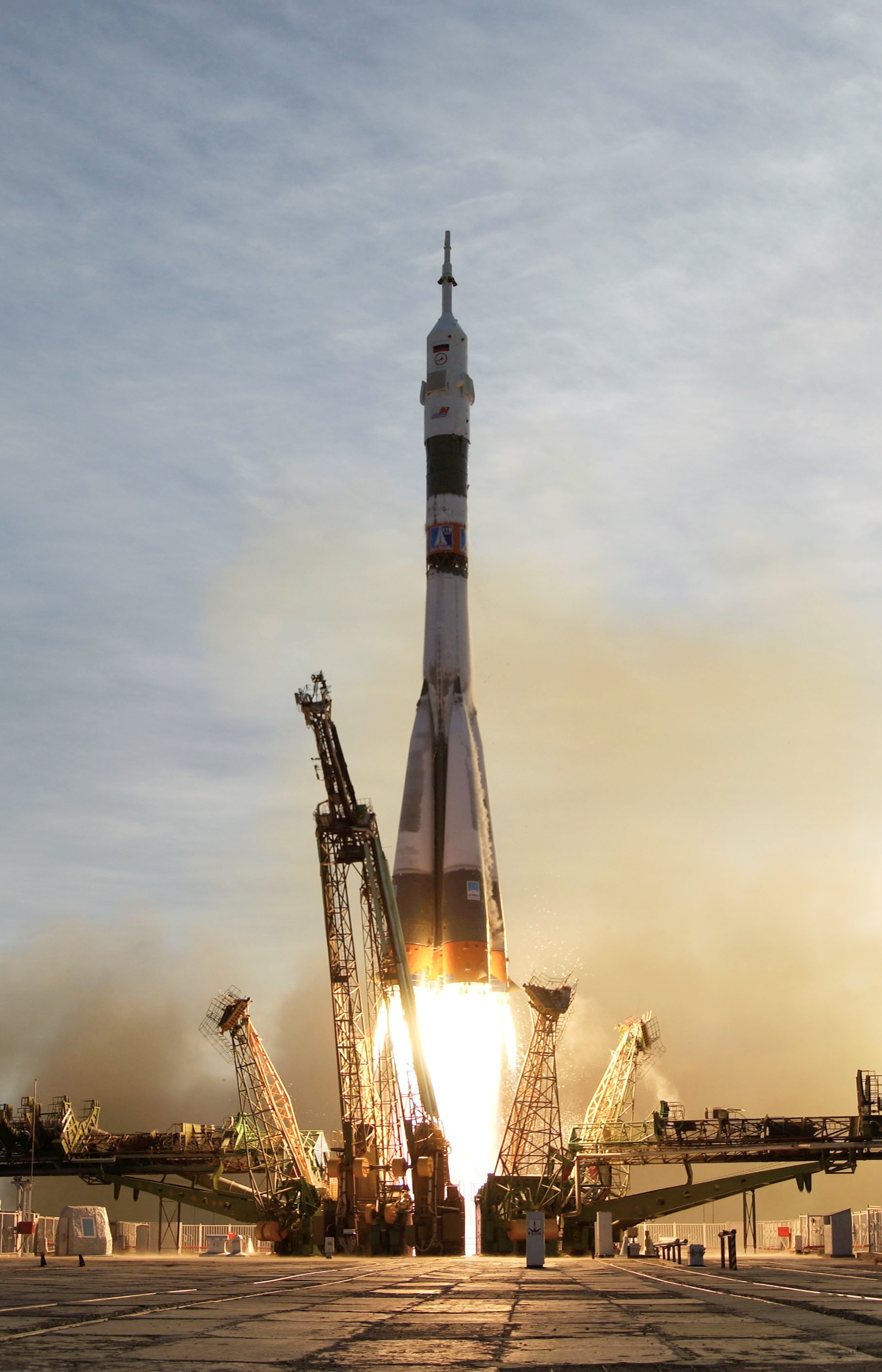
Lanzamiento del cohete Soyuz

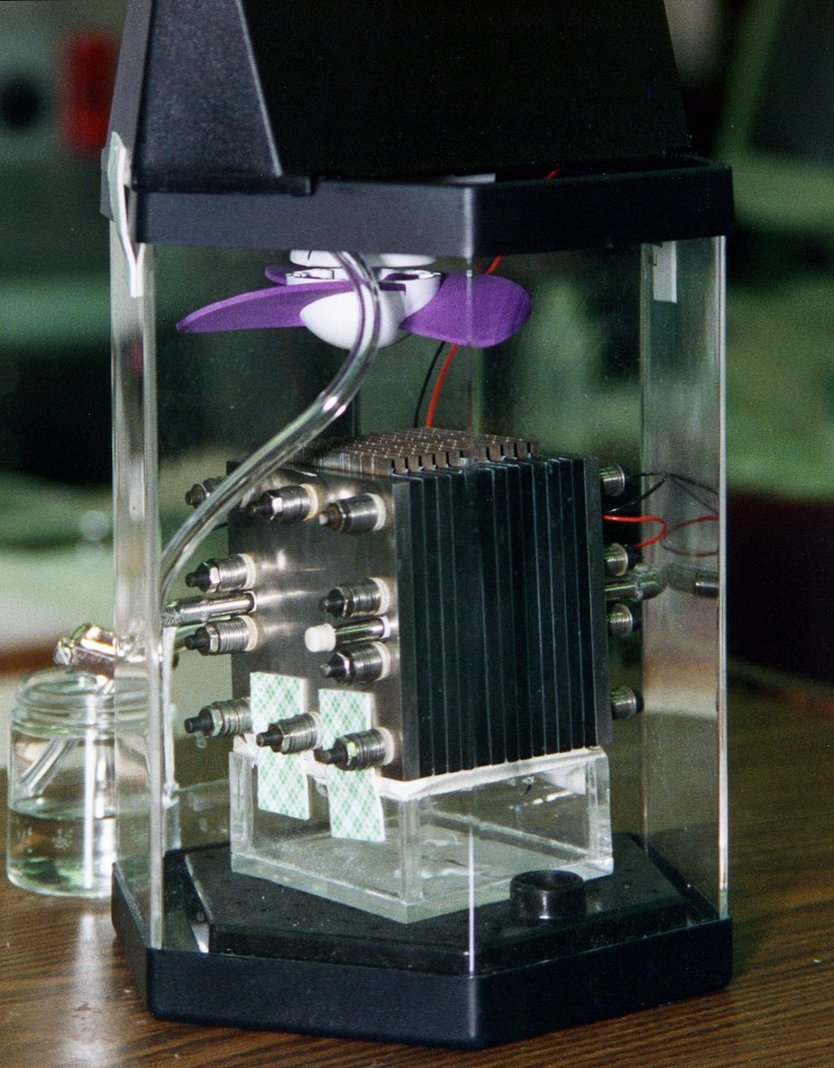
Pila de combustible operada con metanol

Desde un punto de vista técnico, los combustibles de motores contienen energía química que se convierte en energía mecánica cuando se queman, por ejemplo, al conducir vehículos. Las pilas de combustible permiten la conversión de la energía de reacción química de la combustión directamente en energía eléctrica. Cuando se utilizan baterías, la energía química se convierte directamente en energía eléctrica mediante reacciones electroquímicas redox. Cuando se usa energía, un acumulador se comporta de manera similar a una batería, pero también puede convertir la energía eléctrica en energía química y así almacenarla.

## Uso de energía química en sistemas biológicos
Desde una perspectiva biológica, lo orgánico es la energía química de los alimentos almacenada en moléculas de ATP como la energía convertida. Las plantas verdes obtienen su energía química no de los alimentos orgánicos, sino del contenido energético de la radiación solar, algunas bacterias de la energía de oxidación de compuestos reducidos (por ejemplo, {\displaystyle {\ce {Fe^{2+}}}} o {\displaystyle {\ce {CH4}}}). Las moléculas de ATP dentro de las células biológicas permiten realizar un trabajo químico, osmótico y mecánico.

## Energía potencial química
La energía potencial química es una forma de energía potencial relacionada con la disposición estructural de átomos o moléculas. Esta disposición puede ser el resultado de enlaces químicos dentro de una molécula o de otra manera. La energía química de una sustancia química se puede transformar en otras formas de energía mediante una reacción química. Como ejemplo, cuando se quema un combustible, la energía química del oxígeno molecular se convierte en calor, y lo mismo ocurre con la digestión de alimentos metabolizados en un organismo biológico. Las plantas verdes transforman la energía solar en energía química (principalmente de oxígeno) a través del proceso conocido como fotosíntesis, y la energía eléctrica se puede convertir en energía química y viceversa a través de reacciones electroquímicas.

### Potencial químico
El término potencial químico se usa para indicar el potencial de una sustancia para sufrir un cambio de configuración, ya sea en forma de reacción química, transporte espacial, intercambio de partículas con un reservorio, etc. No es una forma de energía potencial en sí, sino que está más estrechamente relacionado con la energía libre. La confusión en la terminología surge del hecho de que en otras áreas de la física que no están dominadas por la entropía, toda la energía potencial está disponible para realizar un trabajo útil e impulsa al sistema a experimentar cambios de configuración espontáneamente, por lo que no hay distinción entre "libre" y Energía potencial "no libre" (de ahí la palabra "potencial"). Sin embargo, en sistemas de gran entropía, como los sistemas químicos, la cantidad total de energía presente (y conservada por el primer principio de la termodinámica) de la que forma parte esta Energía potencial química, se separa de la cantidad de esa energía: Energía libre termodinámica (a partir del cual se deriva el potencial químico): que (parece que) hace que el sistema avance espontáneamente a medida que aumenta su entropía (de acuerdo con el segundo principio de la termodinámica).

### Calor de combustión
Otro término útil es el calor de combustión, que es la energía principalmente de los dobles enlaces débiles del oxígeno molecular liberado debido a una reacción de combustión y que a menudo se aplica en el estudio de los combustibles. La comida es similar a los combustibles de hidrocarburos y carbohidratos, y cuando se oxida a dióxido de carbono y agua, la energía liberada es análoga al calor de combustión (aunque no se evalúa de la misma manera que un combustible de hidrocarburos). 